# ダビド・フェレイラ
ダビド・フェレイラ（David Ferreira, 1979年8月9日 - ）は、コロンビア出身の元同国代表サッカー選手。現役時代のポジションはミッドフィールダー。

## 経歴
1999年にレアル・カルタヘナに加入し、その年にクラブは1部昇格を決める。その活躍が認められ、コロンビアの強豪であるアメリカ・デ・カリへ移籍。するとクラブはそこから三連覇を成し遂げた。
2005年にカンピオナート・ブラジレイロ・セリエAのアトレチコ・パラナエンセに移籍した。2008年2月に期限付き移籍したアル・シャバーブではUAEリーグ優勝を経験した。
2009年、MLSのFCダラスに期限付き移籍すると、チームは2010年にウェスタン・カンファレンスで優勝を果たす。主力としてプレーしたフェレイラはMLSベストイレブンに選出され、更にはMLSのMVPを獲得しチームと3年契約を結んだ。2011年4月、バンクーバー・ホワイトキャップスとの試合で足首を負傷しシーズンを棒に振った。2013年11月、クラブは契約延長をしないことを発表。翌年2月、インデペンディエンテ・サンタフェに移籍し、母国に復帰した。

## 代表歴
コロンビア代表の一員としてコパ・アメリカ2001の優勝に貢献した。

## 人物
息子のヘスス・フェレイラもサッカー選手で、かつて自身も所属したFCダラスでプレーしている。なおヘススはアメリカ合衆国代表に選出されている。

## 代表歴
- 2001年 - 2008年 コロンビア代表
  - 代表通算 - 39試合3得点
  - 2001年 - コパ・アメリカ (優勝)
  - 2004年 - コパ・アメリカ (4位)
  - 2007年 - コパ・アメリカ

## タイトル

### クラブ
レアル・カルタヘナ
カテゴリア・プリメーラB : 1999
アメリカ・デ・カリ
カテゴリア・プリメーラA : 2000, 2001, 2002
アル・シャバーブ
UAEリーグ : 2007-08
ダラス
MLS・ウェスタン・カンファレンス・チャンピオンシップ : 2010

### 代表
コロンビア代表
トゥーロン国際大会 : 1999, 2000
コパ・アメリカ : 2001

### 個人
- MLS・MVP（英語版） : 2010
- MLSベストイレブン : 2010